# Segunda mano

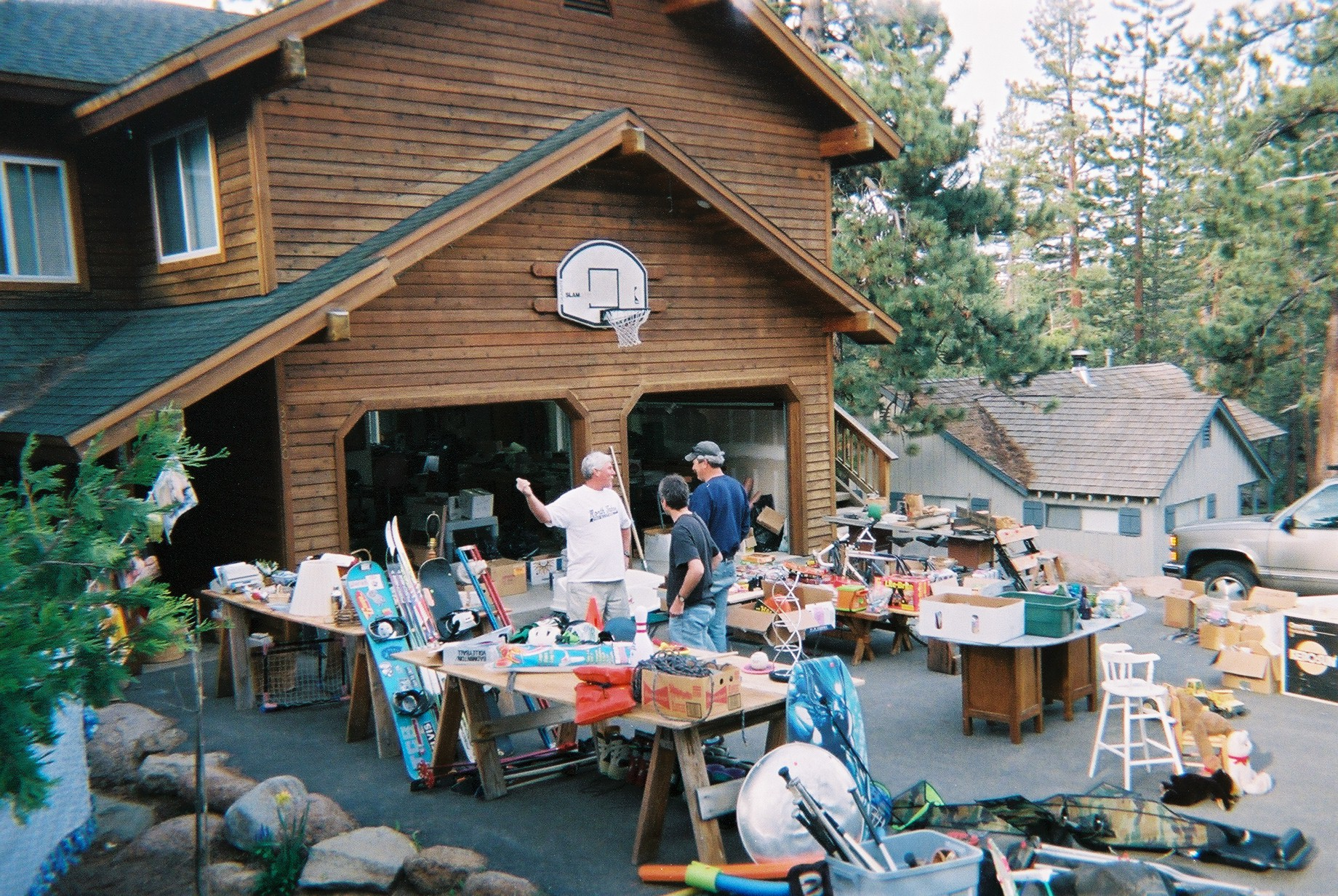
Un rastrillo de segunda mano.El tipo de venta de segunda mano más común y barato.

Se denomina segunda mano a todo aquello que se compra tras haber sido utilizado por una o más personas. En algunos casos, si ha tenido más de un dueño se le denomina de "tercera" o "cuarta" mano, según el número de dueños, pero el término "segunda mano" engloba todo. Del mismo modo, decir que algo es de segunda mano simplemente significa que ha tenido un dueño anterior, pero no quiere decir nada respecto a su estado, este puede estar en perfectas condiciones o también prácticamente inservible, aunque en ese caso suele denominarse como chatarra.
Este tipo de bienes puede transferirse de forma informal entre amigos o familiares, lo que se podría catalogar como regalo o herencia o también pueden ser adquiridos mediante su venta a un porcentaje reducido de su precio original en mercadillos o rastros, ventas de garaje o bazares, así como tiendas específicas para ello, como Cash Converters, o a través de subastas electrónicas. Algunas cosas que se suelen vender en tiendas especializadas son automóviles o también libros. En otros casos, como las tiendas de caridad, una gran variedad de los bienes son empleados por el propio establecimiento. También se pueden encontrar bienes valiosos, como mobiliario antiguo, joyas, relojes u obras de arte a través de las casas de subastas, como Sotheby's o algunas más especializadas como Bob's Watches.

## Tipos

### Vehículos

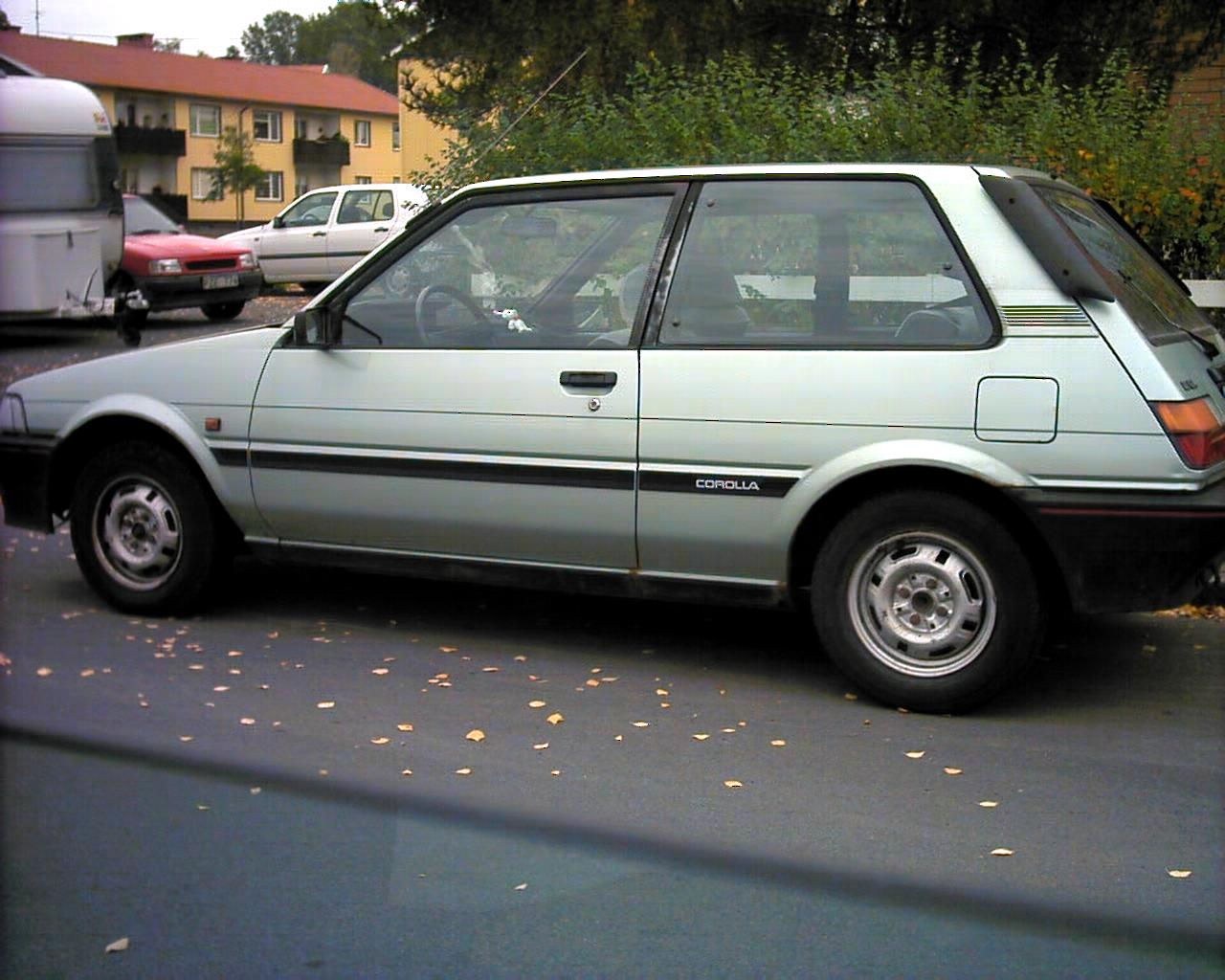
Los automóviles como este Toyota Corolla son bastante asequibles, pero puede correrse el riesgo de que esté en malas condiciones.

Los vehículos suelen destacar por su depreciación con una notabilidad mucho mayor a las de los demás objetos. Los coches usados pueden haber sido comprados a través de su anterior propietario o directamente a una casa. George Akerlof publicó un análisis llamado «The Market for Lemons», en donde examinaba los efectos de información asimétrica en el mercado de automóviles usados. Un vehículo usado requiere un mantenimiento mayor que un automóvil nuevo, generalmente.

### Libros
Los libros usados suelen revenderse en un librero de viejo. También pueden donarse en bibliotecas o como parte de programas de caridad.

### Ropa
En los países desarrollados, la ropa utilizada se suele donar a Cáritas o venderse. De esta forma gente que carezca de ingresos o tenga unos ingresos muy bajos puede permitirse algunas prendas, que eran de valor en su momento, pero ahora han sido donadas a la caridad. En los EE. UU. hay casi 5 miles de millones de libras de ropa donadas a tiendas caritativas al año.

### Otros artículos
El Club Sierra, una organización medioambiental, defiende que la compra de artículos de segunda mano es la forma más «ecológica» de amueblar una casa.
La guitarra de época también se convierte en un elemento decorativo entre músicos y coleccionistas desde la década de los noventa.
Los móviles de segunda mano, un negocio en auge: 